# Sant Pèire de Barret
Sant Peire d'Avètz (en francès Saint-Pierre-Avez) és un municipi francès situat al departament dels Alts Alps i a la regió de Provença – Alps – Costa Blava.

## Demografia
| 1841                                       | 1962 | 1968 | 1975 | 1982 | 1990 | 1999 | 2006 | 2017 |
| ------------------------------------------ | ---- | ---- | ---- | ---- | ---- | ---- | ---- | ---- |
| 283                                        | 38   | 30   | 28   | 14   | 20   | 24   | 24   | 29   |
| Des de 1962: població sense dobles comptes |      |      |      |      |      |      |      |      |

## Administració
| Període   | Identitat          | Partit |
| --------- | ------------------ | ------ |
| 1982-2003 | Yvan Vincent       | PCF    |
| 2003-2006 | Claude Vidal       |        |
| 2006-2009 | Danielle Vidal     |        |
| 2009-2011 | Jean-Pierre Renard |        |
| 2011-2016 | Sophie Demarez     |        |
| 2016-     | Alain Laugier      |        |